# American Cyanamid
American Cyanamid war ein großes Chemieunternehmen in den Vereinigten Staaten von Amerika, das 1907 von Frank Washburn gegründet wurde. Das Unternehmen hatte in den 1970er Jahren über 100.000 Mitarbeiter und war der erste US-Hersteller, der den Polio-Impfstoff von Albert Bruce Sabin produzierte. 1993 wurde das das Chemiegeschäft (ohne Pestizide und Pharmazeutika)  als Cytec abgespalten. 1994 unterbreitete American Home Products ein Übernahmeangebot in Höhe von 9,5 Mrd. USD für den Kauf von American Cyanamid. Das Geschäft war zu diesem Zeitpunkt die zweitgrößte industrielle Akquisition in der Geschichte der Vereinigten Staaten. In den folgenden Jahren änderte American Home Products seinen Namen in Wyeth, die im Jahr 2009 von Pfizer übernommen wurden.

## Geschichte
Adolph Frank versuchte um die Jahre 1905 bis 1906 über Familienkontakte in den Vereinigten Staaten das im Frank-Caro-Verfahren anfallende Calciumcyanamid zu vertreiben. Über die La Società Generale per la Cianamide kam es zu einem Kontakt zu Frank Washburn. Die Firma bot ihm eine Lizenz für das Verfahren an. Washburn hatte bereits durch seine Arbeit bei W. R. Grace and Company Erfahrungen mit Düngemitteln und auch drei Staudämme im Süden der Vereinigten Staaten zur Gewinnung von Elektrizität gebaut.